# Mistrovství světa v zápasu řecko-římském 2002
Mistrovství světa v zápasu řecko-římském proběhlo v Moskvě, Rusko v roce 2002.

## Výsledky
| Kategorie | Podrobnosti | Zlato                     | Stříbro                    | Bronz                     |
| --------- | ----------- | ------------------------- | -------------------------- | ------------------------- |
| -55 kg    | podrobně    | Hejdar Mammadalijev (RUS) | Nepis Gukulov (TKM)        | Hasan Rangraz (IRI)       |
| -60 kg    | podrobně    | Armen Nazarjan (BUL)      | Włodzimierz Zawadzki (POL) | Roberto Monzón (CUB)      |
| -66 kg    | podrobně    | Jimmy Samuelsson (SWE)    | Farid Mansurov (AZE)       | Manučar Kvirkvelija (GEO) |
| -74 kg    | podrobně    | Varteres Samurgašev (RUS) | Badri Chasaija (GEO)       | Filiberto Azcuy (CUB)     |
| -84 kg    | podrobně    | Ara Abra'amjan (SWE)      | Alexandr Menšikov (RUS)    | Mohamed Abd el-Fata (EGY) |
| -96 kg    | podrobně    | Mehmet Özal (TUR)         | Karam Gaber (EGY)          | Ali Mollov (BUL)          |
| -120 kg   | podrobně    | Dremiel Byers (USA)       | Mihály Deák-Bárdos (HUN)   | Jurij Patrikejev (RUS)    |